# Novosedly (district de Břeclav)
Pour les articles homonymes, voir Novosedly.
Novosedly (en allemand : Neusiedl) est une commune du district de Břeclav, dans la région de Moravie-du-Sud, en République tchèque. Sa population s'élevait à 1 221 habitants en 2020.

## Géographie
Novosedly se trouve à 12 km à l'ouest-nord-ouest de Mikulov, à 31 km à l'ouest-nord-ouest de Břeclav, à 41 km au sud-sud-ouest de Brno et à 203 km au sud-est de Prague.
La commune est limitée par Brod nad Dyjí au nord, par Dobré Pole à l'est, par Nový Přerov au sud, par Jevišovka à l'ouest et par Drnholec au nord-ouest.

## Histoire
La fondation du village remonte au XIe siècle.